# Manfred Bär
Manfred Bär (17 januari 1962) was een Duitse voetballer die als aanvaller speelde.   

## Carrière
Bär startte zijn voetballoopbaan bij FC Emmendingen waarna hij de overstap maakte naar FC Schalke 04. Op 6 september 1980 in de thuiswedstrijd tegen Borussia Dortmund maakte Bär zijn debuut voor FC Schalke 04. Hij kwam in 86e minuut als een invaller voor Harald Kügler, de wedstrijd ging verloren met 1-2. Hij heeft maar amper twee wedstrijden gespeeld en na één seizoen keerde hij terug bij zijn oude club.